# Honda Jazz
La Honda Jazz (venduta in alcuni Paesi con il nome di Honda Fit) è una monovolume di segmento B a 5 porte e 5 posti compatta della casa giapponese Honda, in produzione dal 2001. In Europa ne sono stati venduti 500 000 esemplari tra il 2001 e il 2009.
Il nome Jazz era già stato usato da Honda anche per una serie di scooter.

## Prima serie (2001-2008)
La prima serie è stata prodotta dal 2001 al 2008, è lunga 385 cm, larga 168 cm e alta 153 cm. Ha un passo di 245 cm e un bagagliaio di 380 litri.
Due i motori, solo a benzina: 1.2 litri da 78 CV e 1.4 litri da 83 CV, con cambio manuale a cinque rapporti oppure - in opzione solo per l'unità da 1.4 litri - un automatico CVT che simulava sette rapporti nella modalità sequenziale. Queste le versioni disponibili sul mercato italiano:
- 1.2
- 1.2 Live
- 1.2 Drive
- 1.4 Cool
- 1.4 Cool 7 speed CVT
- 1.4 Glam
- 1.4 Glam leather VSA
- 1.4 Glam leather 7 speed CVT
- 1.4 Graphite VSA

Per quanto riguarda la sicurezza automobilistica la Jazz è stata sottoposta ai crash test dell'EuroNCAP nel 2004, ottenendo il risultato di quattro stelle.
Nel 2007 la produzione totale raggiunge quota due milioni.

## Seconda serie (2008-2013)

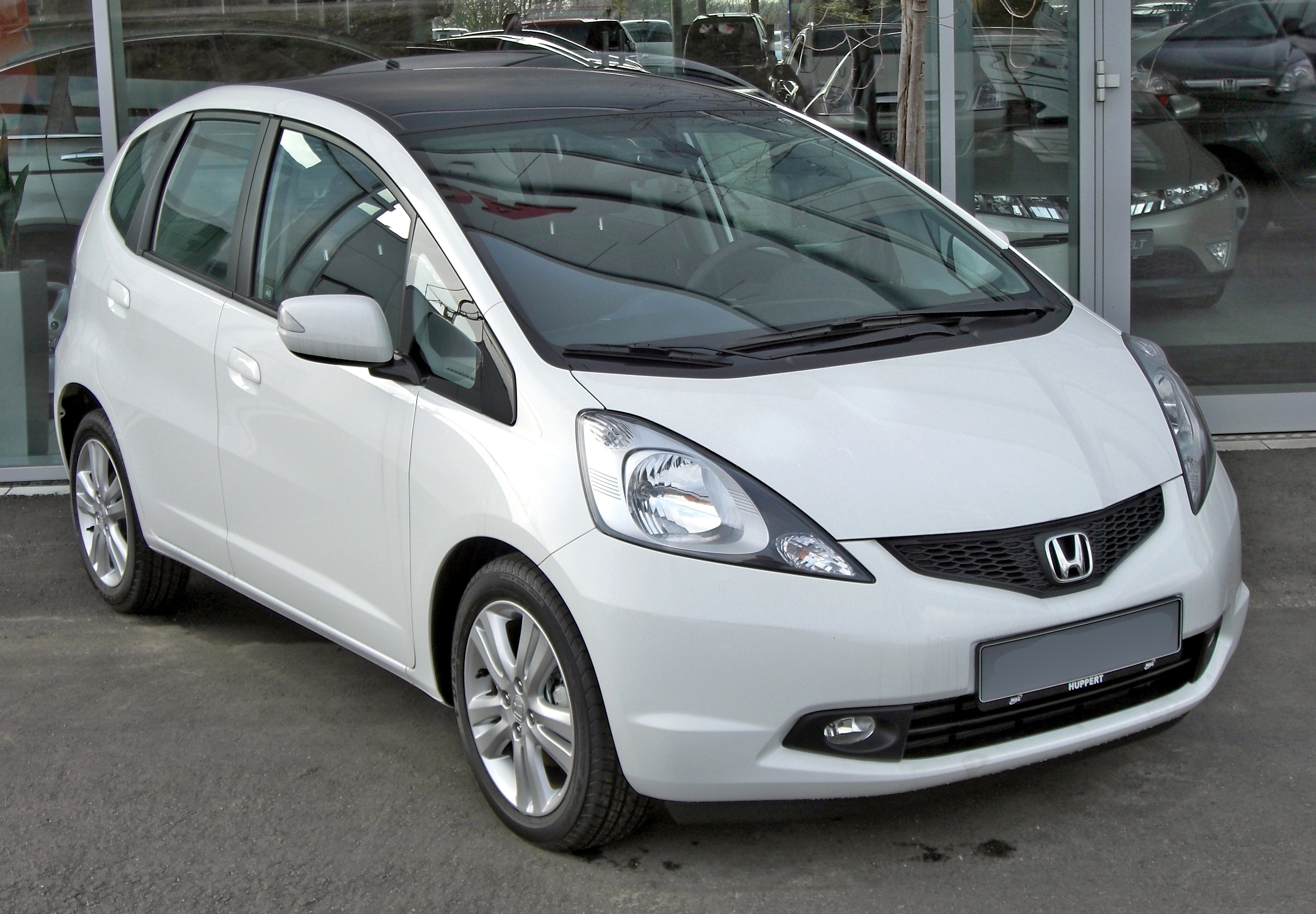
La Jazz seconda serie

La seconda serie è prodotta da fine 2008; mantiene gran parte delle impostazioni stilistiche, telaistiche e meccaniche della precedente serie, seppure con diverse migliorie. Le dimensioni sono aumentate di 5 cm in lunghezza (390 cm) e di 2 in larghezza (170 cm), mentre l'altezza (153 cm) è rimasta immutata. I motori, tutti benzina al momento della presentazione, con potenza di 90 e 99 CV, sono più potenti del 15-20% e il peso è leggermente inferiore. Nel 2009 la Jazz seconda serie è stata sottoposta ai crash test EuroNCAP totalizzando il risultato di 5 stelle. Nello stesso anno la produzione degli esemplari europei viene spostata dal Giappone allo stabilimento di Swindon in Inghilterra.

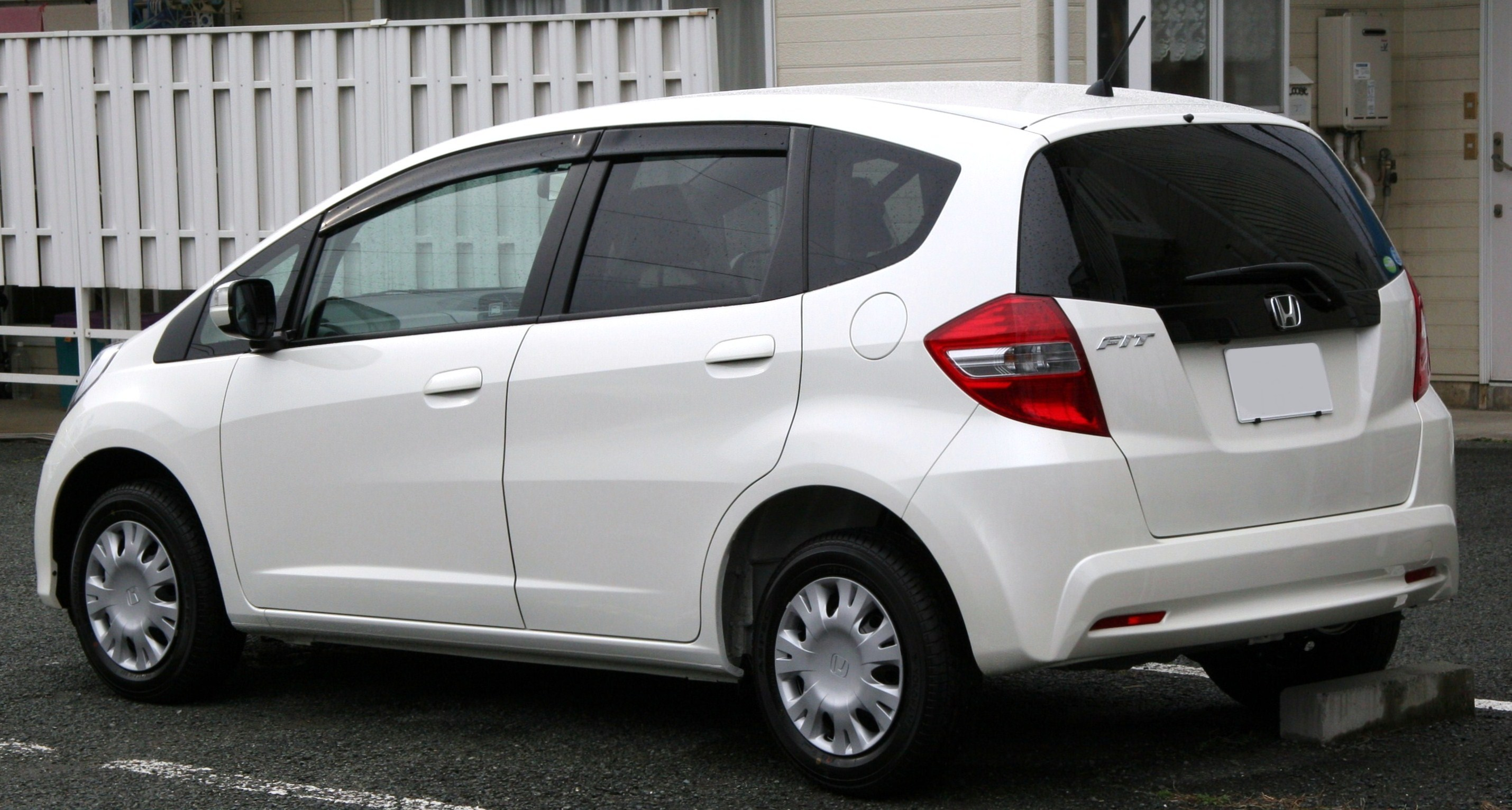
Jazz seconda serie

Di seguito le versioni disponibili in Italia al momento del lancio:
- 1.2
- 1.2 Elegance
- 1.4 Elegance
- 1.4 Elegance i-Shift
- 1.4 Executive
- 1.4 Executive i-Shift
- 1.4 Exclusive
- 1.4 Exclusive i-shift

Nel corso del 2011, con l'uscita della versione ibrida, è stata sottoposta a un leggero restyling riguardante, esternamente, gli scudi paraurti e, internamente, il colore della consolle centrale, ora di colore nero anziché grigio chiaro metallizzato. Inoltre il cambio robotizzato i-Shift è stato sostituito da un cambio a variazione continua CVT, presente di serie nella versione ibrida.
Quest'ultima è la prima utilitaria ibrida, essendo dotata di un 1.3 a benzina che, per consumare e inquinare poco, è accoppiato a un motore elettrico (alimentato da batterie): quando lavorano insieme dispone teoricamente di 98 CV. Il motore elettrico si attiva (in modo leggero) nelle accelerazioni, per aiutare quello termico e risparmiare carburante; mentre nei rallentamenti si trasforma in un generatore che ricarica le batterie che lo alimentano.
Le versioni ora sono:
- Honda Jazz 1.2 i-VTEC S
- Honda Jazz 1.2 i-VTEC Trend
- Honda Jazz 1.4 i-VTEC Trend
- Honda Jazz 1.4 i-VTEC Confort
- Honda Jazz 1.4 i-VTEC Elegance

quest'ultime abbinabili al cambio automatico a variazione continua CVT, i cui rapporti possono essere selezionabili manualmente con le levette dietro il volante.
- Honda Jazz 1.3 Hybrid Confort CVT
- Honda Jazz 1.3 Hybrid Elegance CVT

sono le versioni ibride, che dispongono di serie anche del sistema che spegne il motore alle fermate, e lo riaccende quando si rilascia il freno.

### Motorizzazioni
| Modello        | Disponibilità | Motore  | Cilindrata (cm³) | Potenza       | Coppia Massima (Nm) | Emissioni CO2 (g/km) | 0–100 km/h (secondi) | Velocità max (km/h) | Consumo medio (km/L) |
| 1.2 i-vtec     | dal 2008      | Benzina | 1198             | 66 kW (90 CV) | 114                 | 123                  | 12,5                 | 177                 | 18,9                 |
| 1.4 i-vtec     | dal 2008      | Benzina | 1339             | 73 kW (99 CV) | 127                 | 126                  | 11,5                 | 182                 | 18,2                 |
| 1.4 Hybrid CVT | dal 2011      | Ibrida  | 1339             | 65 kW (88 CV) | 121                 | 104                  | 12,6                 | 177                 | 22,2                 |

## Terza serie (2013-2019)

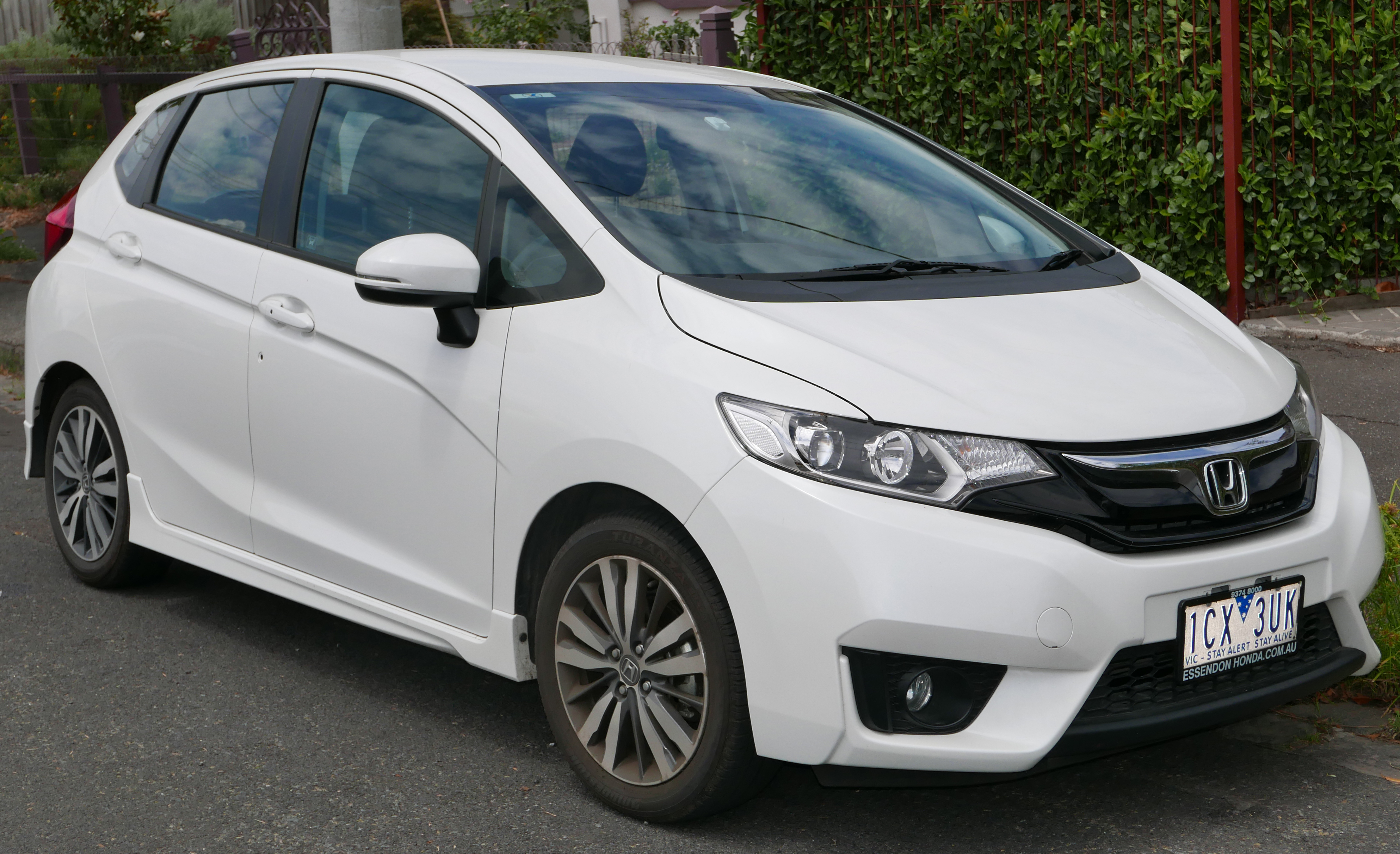
Honda Jazz III serie del 2014

Nel 2013 viene presentata la terza generazione che viene prodotta in Giappone nello stesso anno, mentre in Indonesia la produzione incomincia a giugno 2014. In America viene messa in vendita a giugno 2014 e la produzione avviene nello stabilimento di Celaya mentre in Europa arriva sul mercato nell'ottobre 2015. Sottoposta ai crash test EuroNCAP nel 2015 ottiene il risultato di cinque stelle.

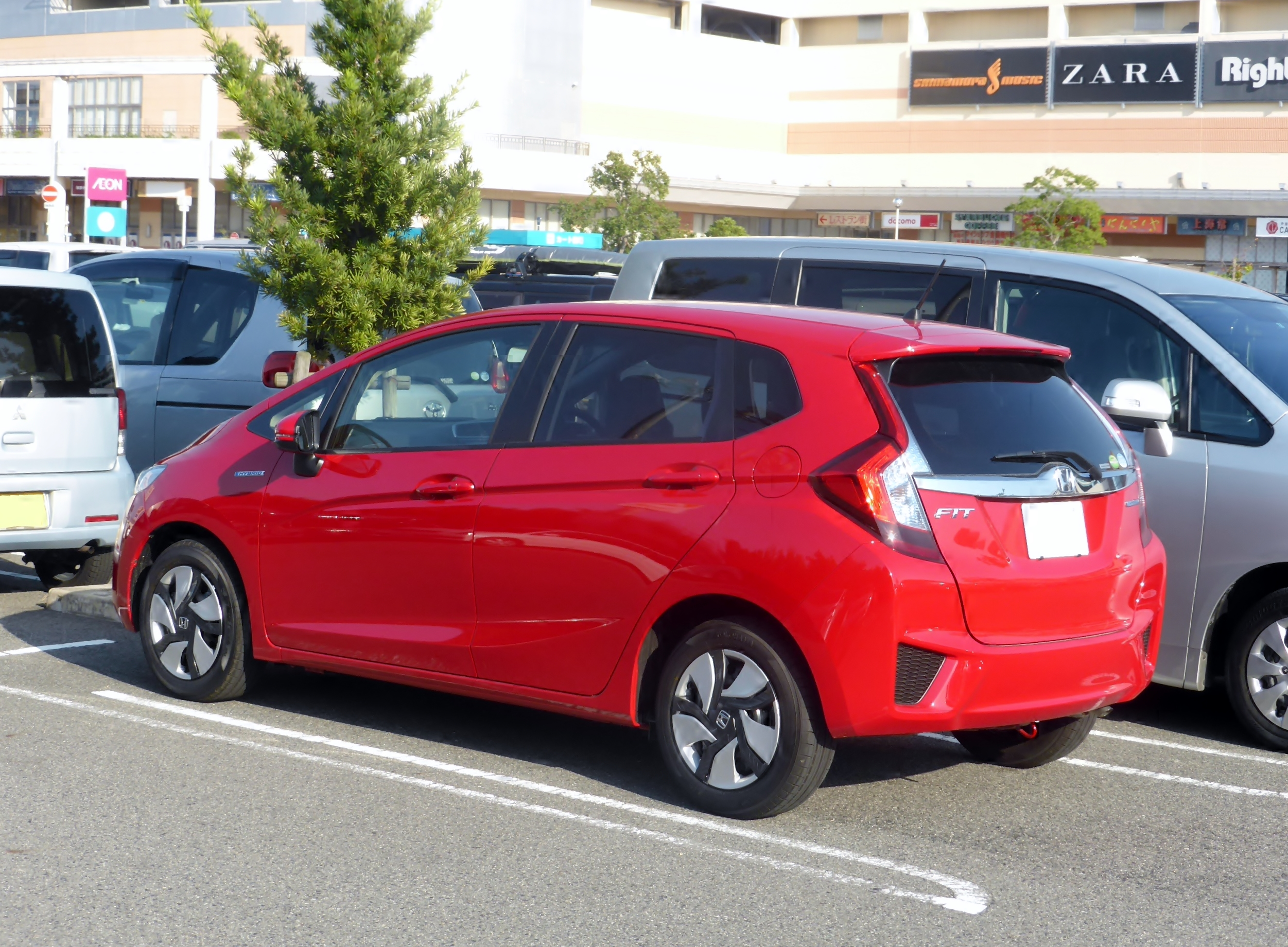
Retro Jazz terza serie

Il motore sul mercato europeo è il quattro cilindri 1.3 i-VTEC benzina da 102 cavalli Earth Dreams abbinato ad un cambio manuale a sei marce inedito o all'automatico CVT. Per il modello manuale la velocità massima è di 190 km/h e l'accelerazione da 0 a 100 km/h avviene in 11,2 secondi.
La versione ibrida è equipaggiata con il motore 1.5 i-VTEC quattro cilindri a ciclo Atkinson abbinato ad un cambio doppia frizione a sette marce i-DCD con motore elettrico integrato. Il nuovo sistema permette di migliorare i consumi del 35% rispetto alla precedente Jazz ibrida. Questa versione non è mai stata importata in Europa.
Al salone di Francoforte nell’autunno 2017 viene presentato un restyling che introduce il mercato europeo il pacchetto di sistemi di sicurezza ADAS e il motore 1.5 aspirato a benzina già disponibile in altri mercati.

## Quarta serie (dal 2019)

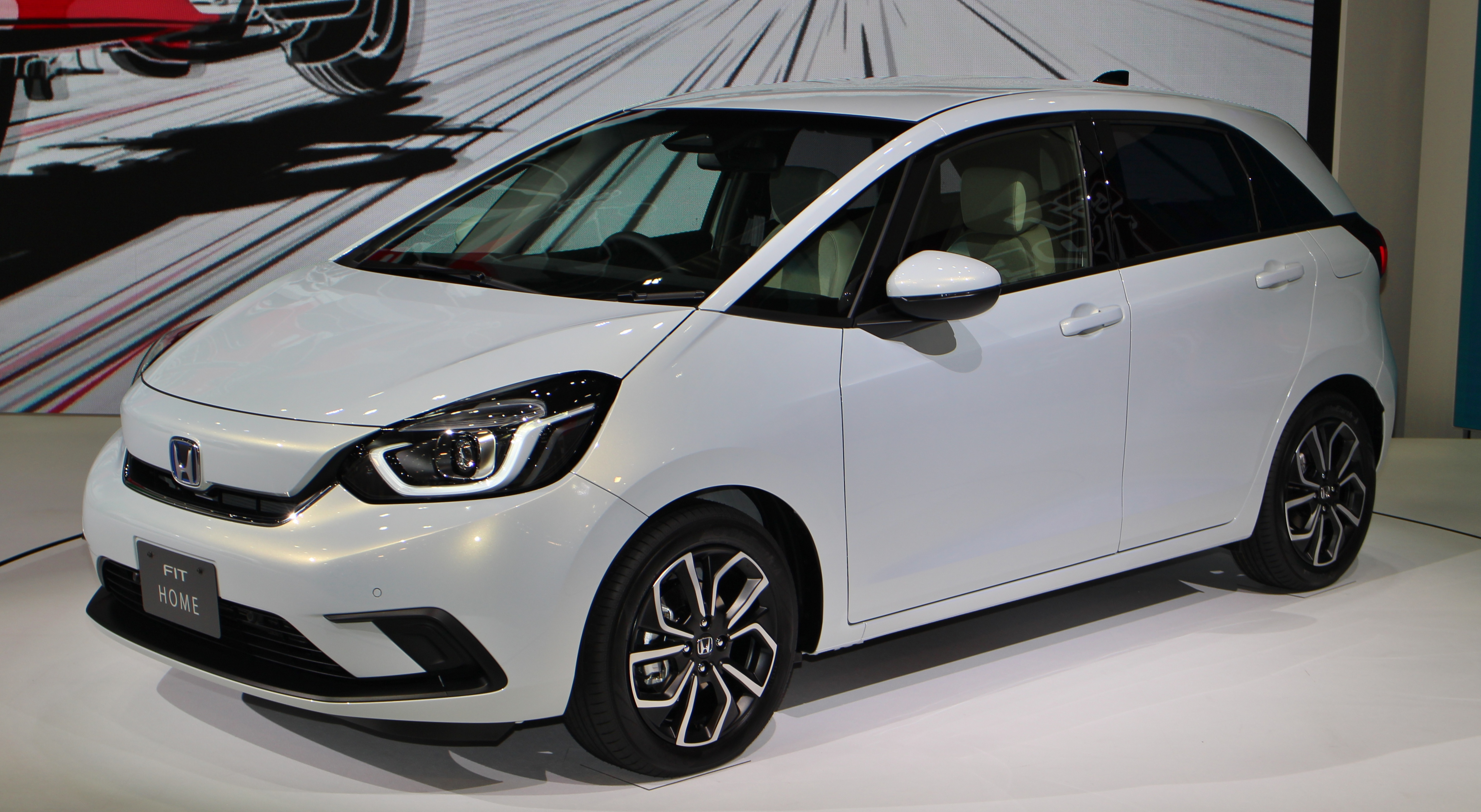
La quarta serie

La quarta generazione ha debuttato nel fine 2019 in Giappone ed è sbarcata in Europa nell'estate del 2020. È stata progettata all'insegna dell'essenzialità stilistica secondo la filosofia giapponese "Yoo no bi". Il capo del progetto è stato Takeki Tanaka.
Il modello europeo viene venduto solo con motorizzazione ibrida (di tipo serie) denominata e:Hev composto da un propulsore 1.5 benzina quattro cilindri i-VTEC con alzata e fasatura variabili a ciclo Miller, che raggiunge un'efficienza massima del 40%, abbinato a due motori elettrici e ad una batteria agli ioni di litio. Non esiste un cambio di velocità: salvo che in una specifica modalità di funzionamento a velocità medio-alte - infatti - le ruote sono sempre messe in movimento dal motore elettrico, che non ha bisogno di cambio. Il motore a benzina eroga 97 cavalli tra 5500 e 6400 giri/min ed eroga una coppia di 131 Nm tra 4500 e 5000 giri/min; il motore elettrico ha una potenza massima di 109 CV ed eroga una coppia di 253 Nm. L'accelerazione da 0 a 100 km/h avviene in 9,4 secondi, la velocità massima è di 175 km/h. Il motore è omologato Euro 6D-Temp.

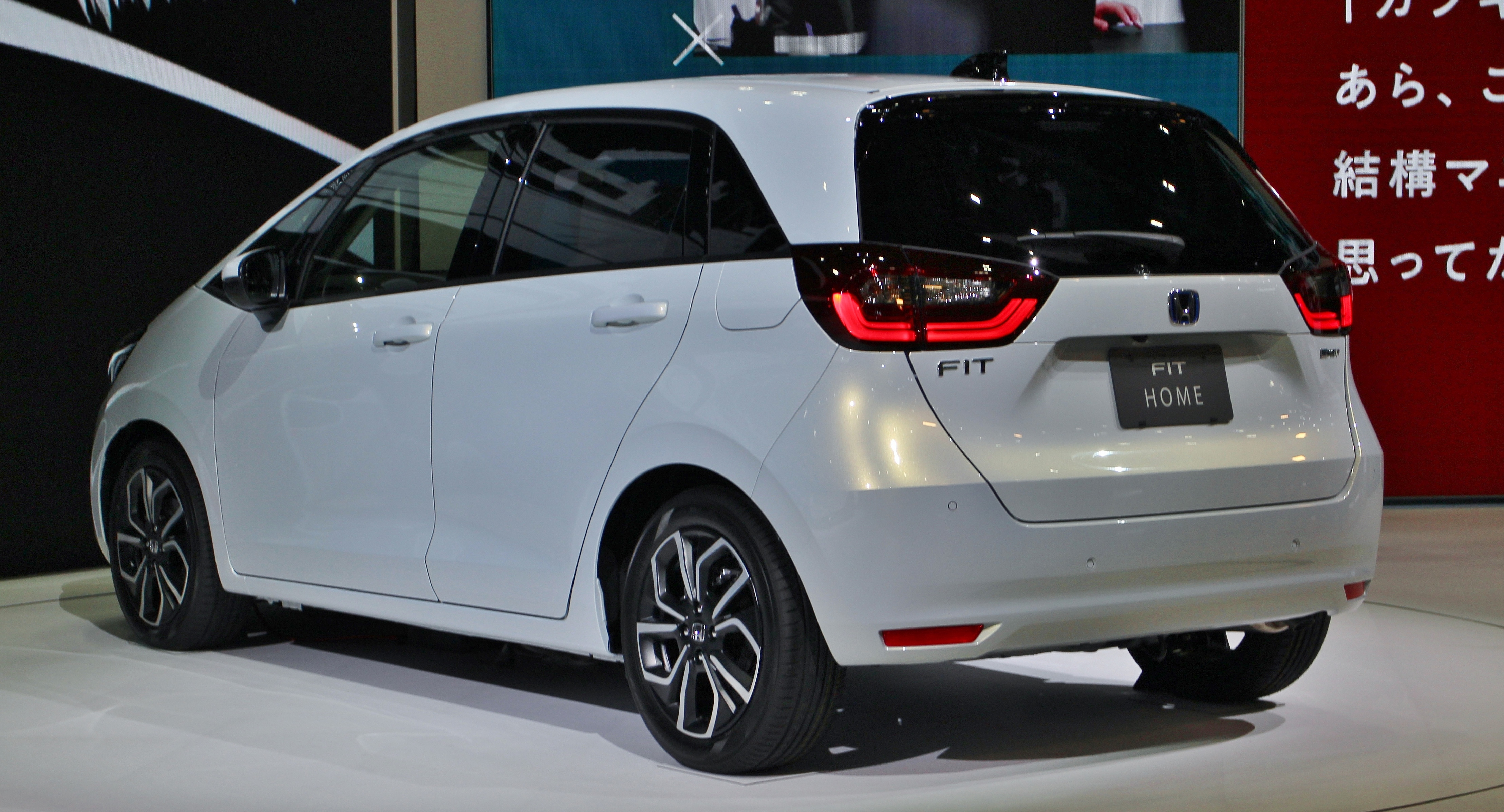
Jazz e:HEV quarta serie

Il bagagliaio è di 298 litri con tutti i sedili in uso e di 1203 litri con i sedili posteriori reclinati (valore misurato al tetto). Il sistema ibrido può funzionare in tre modalità: nella EV Drive il motore termico è spento e l'auto è mossa dal motore elettrico, alimentato dalla batteria; nella modalità Hybrid Drive il motore a benzina funziona a regime il più possibile costante e vicino al punto di massima efficienza, azionando il generatore elettrico che a sua volta alimenta il motore elettrico; la terza modalità è la Engine Drive, in cui il motore a benzina è collegato a rapporto fisso direttamente alle ruote tramite una frizione di blocco. Questa è l'unica modalità di funzionamento nella quale le ruote sono azionate direttamente dal motore termico. In caso di richiesta di maggior potenza il motore termico viene nuovamente scollegato, e la spinta viene affidata al motore elettrico.
Sul mercato giapponese oltre alla variante ibrida è disponibile la variante con il solo motore termico meno costosa: si tratta di un 1.3 (L13B) quattro cilindri a benzina con sistema i-VTEC erogante 97 cavalli e 118 Nm di coppia massima abbinato ad un cambio manuale a 5 rapporti o ad un automatico CVT. 
Per la prima volta sul mercato europeo e giapponese presenta anche una variante di carrozzeria denominata Crosstar con assetto rialzato di 32 mm ed estetica stile crossover con protezioni in plastica sui paraurti, barre sul tetto, mascherina frontale e passaruota allargati in plastica grezza.
A novembre 2020 la vettura è stata sottoposta ai consueti crash test dell'EuroNCAP ottenendo un punteggio di 5 stelle, grazie soprattutto ai dispositivi di sicurezza attiva e ai sistemi di aiuto alla guida.